# توم دفرینت
توم دفرینت (انگلیسی: Tom Devriendt؛ زادهٔ ۲۹ اکتبر ۱۹۹۱) دوچرخه‌سوار اهل بلژیک است.
از باشگاه‌هایی که در آن بازی کرده‌است می‌توان به وانتی–گروپ گوبر اشاره کرد.